# Robert Weil
Robert Sam Weil, född 21 november 1948 i Bromma, Stockholm, är en svensk finansman. 

## Bakgrund
Robert Weils föräldrar flydde till Sverige under andra världskriget.
Weil har gjort sig känd som mecenat inom konst och kultur, till exempel genom ägande av konsthallen Magasin 3 och Judiska teatern. Han inspirerades av sin farfar, som en gång var chef på Deutsche Bank i München, och började analysera svenska företag på börsen i tonåren. Han läste ekonomi på gymnasiet och grundade som 20-åring 1969 investmentbolaget Weil Invest, 1980 namnändrat till dagens namn Proventus, och noterat på Stockholmsbörsen åren 1982–1995. Weil köpte därefter ut bolaget. Proventus uppmärksammandes bland annat för en lönsam omstrukturering av Gota bank. Bland andra kända innehav var Kosta Boda. Idag har bolaget ägarintressen i bland annat leksakstillverkaren BRIO.
Robert Weil var en av de få som tjänade på IT-kraschen 2001 genom att han placerade stora summor i negativa positioner på New York-börsen. Han är tveksam till världsekonomins utveckling och menar att många företag står inför omfattande strukturförändringar för att klara framtidens problem. Han framför också ofta åsikten att kapitalägare har ett omfattande ansvar för samhällsutvecklingen och arbetar därför aktivt med donationer och kulturstöd.
2011 grundade Weil tillsammans med Dilsa Demirbag-Sten och Sven Hagströmer Berättarministeriet och två år senare blev han ledamot i dess styrelse.

## Utmärkelser
- 2008 H.M. Konungens medalj av 12:e storleken i högblått band.[4]

- 2022 Sankt Eriksmedaljen  av Stockholms stad.[5]

- 2023 Stockholms universitets stora guldmedalj.[6]